# Lion-en-Beauce
 Lion-en-Beauce  es una población y comuna francesa, situada en la región de Centro, departamento de Loiret, en el distrito de Orléans y cantón de Artenay.

## Demografía
| 128 | 116 | 101 | 98 | 97 | 97 |
| Para los censos de 1962 a 1999 la población legal corresponde a la población sin duplicidades (Fuente: INSEE [Consultar]) |     |     |    |    |    |